# 梁文冲
梁文冲（1978年8月2日—）是中国大陆男子高尔夫球运动员，也是大陆进入过世界排名前100名的球员之一。

## 生平
1978年出生于广东省中山市，15岁时，他加入了广东中山温泉高尔夫球会俱乐部的高尔夫选手培训班。在不到两年的时间里，他就获得了1995年中国青少年公开赛冠军和中国业余公开赛季军。从1996年到1998年，他曾七次获得国内业余大赛的冠军。在1999年转为职业选手后，他又在四场国内赛事中连续夺冠，在这之后他便逐步转战国际赛场。
2016年5月29日，梁文冲以冠军运动员的身份参加了浙江卫视的体育综艺节目《来吧冠军》。

## 生涯
2014年5月26日，梁文冲参加了在日本举办的美国公开赛资格赛，并冲到第一名，成为中国第一个参加过全部高尔夫四大满贯赛的选手。
2015年，因为奥运积分排名没有达到要求，梁文冲未能入选代表中国队参加里约奥运会的资格。

## 外部連結
- 梁文冲的新浪微博